# Spondyliosoma emarginatum
Spondyliosoma emarginatum és un peix teleosti de la família dels espàrids i de l'ordre dels perciformes.

## Morfologia
Pot arribar als 45 cm de llargària total.

## Distribució geogràfica
Es troba a les costes occidentals de l'oceà Índic: des de Sud-àfrica fins al sud de Madagascar.